# Арбанаси (нунатак)
Вижте пояснителната страница за други значения на Арбанаси.
Арбанаси (на английски: Arbanasi Nunatak) е скалист хълм във Видинските възвишения на полуостров Варна, остров Ливингстън, Антарктика. Получава това име в чест на селището Арбанаси и Арбанашките манастири „Св. Богородица“ и „Св. Никола“ през 2005 г.

## Описание
Хълмът е с височина 320 m. Намира се на 850 m изток-югоизток от връх Шарп (Острица), 1,93 km западно от Кубратова могила и 2,56 km северозападно от хълм Единбург. Издига се над ледника Дебелт на югозапад.

## Картографиране
Българска топографска карта на хълма от 2005 и 2009 г.

## Карти
- L.L. Ivanov et al. Antarctica: Livingston Island and Greenwich Island, South Shetland Islands. Scale 1:100000 topographic map. Sofia: Antarctic Place-names Commission of Bulgaria, 2005.
- L.L. Ivanov. Antarctica: Livingston Island and Greenwich, Robert, Snow and Smith Islands. Scale 1:120000 topographic map. Troyan: Manfred Wörner Foundation, 2009.
- L.L. Ivanov. Antarctica: Livingston Island and Smith Island. Scale 1:100000 topographic map. Manfred Wörner Foundation, 2017. ISBN 978-619-90008-3-0